# Блашки
Бла́шкі (пол. Błaszki) — місто в центральній Польщі, на річці Троянувка.
Належить до Серадзького повіту Лодзького воєводства.

## Люди, пов'язані з містом
- Юзеф Ліпскі (1772-1817), генерал, провідник Великопольського повстання 1806 року
- Герман Солнік (1869-1943), єврейський письменник, поет i публіцист
- Марцін Качмарек - (нар. 1979) футболіст Відзев (Лодзь)

## Демографія
Демографічна структура станом на 31 березня 2011 року:
|          | Загалом | Допрацездатний вік | Працездатний вік | Постпрацездатний вік |
| -------- | ------- | ------------------ | ---------------- | -------------------- |
| Чоловіки | 1114    | 231                | 772              | 111                  |
| Жінки    | 1213    | 202                | 705              | 306                  |
| Разом    | 2327    | 433                | 1477             | 417                  |